# 大田川 (愛知県)
大田川（おおたがわ）は、愛知県を流れる河川。二級水系大田川の本流。

## 地理
二級河川に指定された区間の上流端は愛知県東海市南部の標高70m程度の丘陵地で、東海市加木屋町の市街地を北に流れ、上野新川が合流すると北西に流れを変え、東海市大田町の市街地を流れて伊勢湾に注ぐ。二級河川区間の流路延長は約4.1km、流域面積は約17.2km2。
流域は大部分が東海市であり、一部大府市・知多市が含まれる。流域の土地利用は2001年（平成13年）時点で宅地などの市街地が約50%、水田や畑地が約43%、山地などが約7%となっている。下流域の東海市大田町松崎には東海市指定史跡の「松崎貝塚」があり、この付近では古墳時代から平安時代に製塩が盛んであったと考えられている。江戸時代には尾張藩の勧農政策による新田開発のため、内陸部の開拓や湾岸部の干拓が進められた。
川幅と勾配は、二級河川上流端から河口から2.7km付近の上流部が10mで1/400程度、渡内川合流点までの中流部が20mで1/1500程度、以下河口までの下流部が40mで1/3000程度。河床材料は全体的に礫質土で、河道はコンクリート護岸が施され瀬や淵は見られない。古くから高潮や洪水の被害を受けてきた歴史があり、河口部には高潮対策として大田川樋門と高潮堤防が整備されている。（それにより大宮神社の参道に高低差ができてしまっている。）
なお、名鉄の太田川駅はこの川が駅名の由来であるが、現在の駅名には点が付いており川の名前とは異なっている。（一説には名古屋鉄道の社員が間違えたからという話がある）

## 主な支流
二級河川と準用河川を下流側から順に記載する。
| 河川     | よみ           | 次数    | 種別              | 管理者        | 主な経過地                                        | 河川延長 （km） | 備考 |
| -------- | -------------- | ------- | ----------------- | ------------- | ------------------------------------------------- | --------------- | ---- |
| 大田川   | おおたがわ     | 本川    | 二級河川 準用河川 | 愛知県 東海市 | 東海市、知多市、大府市、 東浦町、阿久比町、半田市 | 4.1             |      |
| 渡内川   | わたうちがわ   | 1次支川 | 二級河川          | 愛知県        | 東海市                                            | 2.6             |      |
| 富田川   | とみたがわ     | 2次支川 | 準用河川          | 東海市        | 東海市                                            |                 |      |
| 奥山川   | おくやまがわ   | 2次支川 | 準用河川          | 東海市        | 東海市                                            |                 |      |
| 中川     | なかがわ       | 2次支川 | 二級河川 準用河川 | 愛知県 東海市 | 東海市                                            | 0.8             |      |
| 上野新川 | うえのしんかわ | 1次支川 | 準用河川          | 東海市        | 東海市                                            |                 |      |

## 歴史
- 1953年（昭和28年）9月 - 台風13号で約1400戸が浸水。
- 1959年（昭和34年）9月 - 伊勢湾台風で約2500戸が浸水
- 1974年（昭和49年）7月 - 豪雨で約50戸、流域の50.3ヘクタールが浸水。
- 2000年（平成12年）9月 - 東海豪雨で約400戸、262.7ヘクタールが浸水。

## 河川施設
- 大田川樋門